# 林鎮區 (印地安納州波西縣)
林鎮區（英語：Lynn Township）是位於美國印地安納州波西縣的一個行政鎮區。

## 地方資料
根據2010年美國人口普查的數據，林鎮區的面積為115.79平方千米，當中陸地面積為112.99平方千米，而水域面積為2.80平方千米。當地共有人口945人，而人口密度為每平方千米8.16人。